# 馬里恩鎮區 (印第安納州艾倫縣)
馬里昂鎮區（英語：Marion Township）是位於美國印地安納州艾倫縣的20個行政鎮區之一。

## 地方資料
根據2010年美國人口普查的數據，馬里昂鎮區的面積為90.35平方千米，當中陸地面積為89.76平方千米，而水域面積為0.59平方千米。當地共有人口3858人，而人口密度為每平方千米42.7人。

## 历史
1834年9月艾倫縣设立了鲁特镇区，这个镇区包括今天馬里恩鎮區和今天亞當斯縣的部分地面。1835年2月7日亞當斯縣设立，但是鲁特镇区的部分地区依然遗留在艾倫縣。1835年8月这些剩下的鲁特镇区地区被重新组织，改名为馬里恩鎮區。

## 地理

### 非建制地區
- 黑森卡斯爾位于40°58′40″N 85°04′45″W / 40.977826°N 85.079136°W
- 米德爾敦位于40°56′35″N 85°02′56″W / 40.943103°N 85.048857°W
- 波伊位于40°56′09″N 85°05′13″W / 40.935881°N 85.086914°W
- 索斯特位于40.996157°N 85.037435°W

（数据来自美国地理勘探，可能包含已经被放弃的居民点）

### 周边镇区
- 亞當斯鎮區（北）
- 傑斐遜鎮區（东北）
- 麥迪遜鎮區（东）
- 亞當斯縣魯特鎮區（东南）
- 亞當斯縣普里布爾鎮區（南）
- 韋爾斯縣傑佛遜鎮區（西南）
- 普萊森特鎮區（西）
- 韋恩鎮區（西北）

### 墓地
馬里恩鎮區内有多个墓地，其中也有一些已经被废弃的。

### 重要高速公路
- 469号州际公路
- 24号美国国道
- 27号美国国道
- 33号美国国道

### 河流
圣玛丽河